# Cryptoerithus nopaut
Cryptoerithus nopaut är en spindelart som beskrevs av Norman I. Platnick och Baehr 2006. Cryptoerithus nopaut ingår i släktet Cryptoerithus och familjen Prodidomidae.
Artens utbredningsområde är Western Australia. Inga underarter finns listade i Catalogue of Life.